# Atolón Dhaalu
El Atolón Dhaalu o Nilande Sur es un atolón de las Maldivas. Tiene 56 islas y cubre del este al oeste hasta 23 km y del norte a sur a lo largo de 38 km. Se encuentra entre las latitudes 3° 01' N y 2° 39' N. El atolón tiene 56 islas de las cuales ocho islas habitadas, 2 islas son de atractivos turísticos, el resto deshabitadas y varios islotes; posee una población aproximada de 6,694.
A pesar del reciente apertura al turismo en 1998, es uno de los puntos más exóticos de las Maldivas, además de ser un lugar muy conocido para el buceo. Su capital Kudahuvadhoo, está ubicado en el extremo sur del atolón.